# Fisch oder Fleisch
Fisch oder Fleisch ist eine Filmkomödie aus dem Jahr 1958 nach einem Roman von Alphonse Allais. Regie führte Yves Robert, in der Hauptrolle spielt Louis de Funès. Als Kulisse für die Außenszenen diente der burgundische Ort Semur-en-Auxois.

## Handlung
Der Markthändler Blaireau hat eigentlich nur die Lizenz, Pilze auf dem Markt einer französischen Kleinstadt zu verkaufen. Um den Gewinn zu steigern, heckt er einen nicht ganz legalen Plan aus: Nach der Arbeit angelt er heimlich, ohne Erlaubnis Fische aus den städtischen Gewässern, um diese dann schwarz auf dem Markt zu verkaufen. Außerdem wildert er im städtischen Forst. Schon bald werden der Ortspolizist (Garde champêtre) Parju und der Bürgermeister auf ihn aufmerksam. Allerdings gelingt es den beiden nicht, Blaireau auf die Schliche zu kommen. Ein turbulentes Räuber- und Gendarm-Spiel beginnt. Die Bevölkerung steht ausnahmslos hinter Blaireau, versorgt er sie doch regelmäßig mit preiswertem Fisch oder Wild. 
Eines Nachts gerät Parju im Dunkeln in ein Handgemenge, und sein Abzeichen wird gestohlen. Dies ist für ihn ein willkommener Anlass, um Blaireau endlich ins Gefängnis zu stecken. Mit seiner freundlichen einnehmenden Art überzeugt dieser aber selbst den Gefängnisdirektor, nachts heimlich mit ihm auf Jagd zu gehen. Schließlich meldet sich der wahre Täter, und Blaireau wird rehabilitiert und zum Helden der Stadt.

## Kritiken
„Harmlos-freundliches Räuber-und-Gendarm-Spiel mit Louis de Funes.“

Mike Reiss, der lange Zeit für Die Simpsons geschrieben und Gags zu vielen weiteren Animationsfilmen beigesteuert hat, bezeichnet den Film als einen der lustigsten Filme aller Zeiten.